# Equi

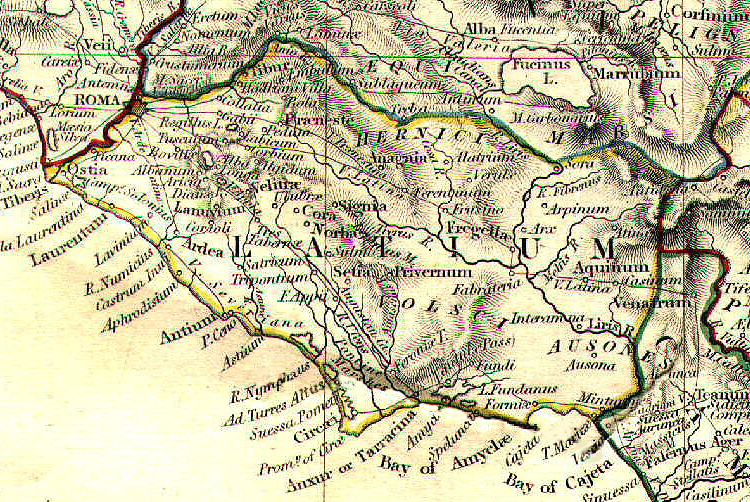
Gli Equi nell'antico Latium vetus.

Gli Equi  (in latino Aequi) erano un antico popolo italico che occupava un'area oggi compresa fra il Lazio e l'Abruzzo in Italia, costantemente citato nella prima decade di Livio come ostile a Roma nei primi tre secoli dell'esistenza della città.

## Territorio

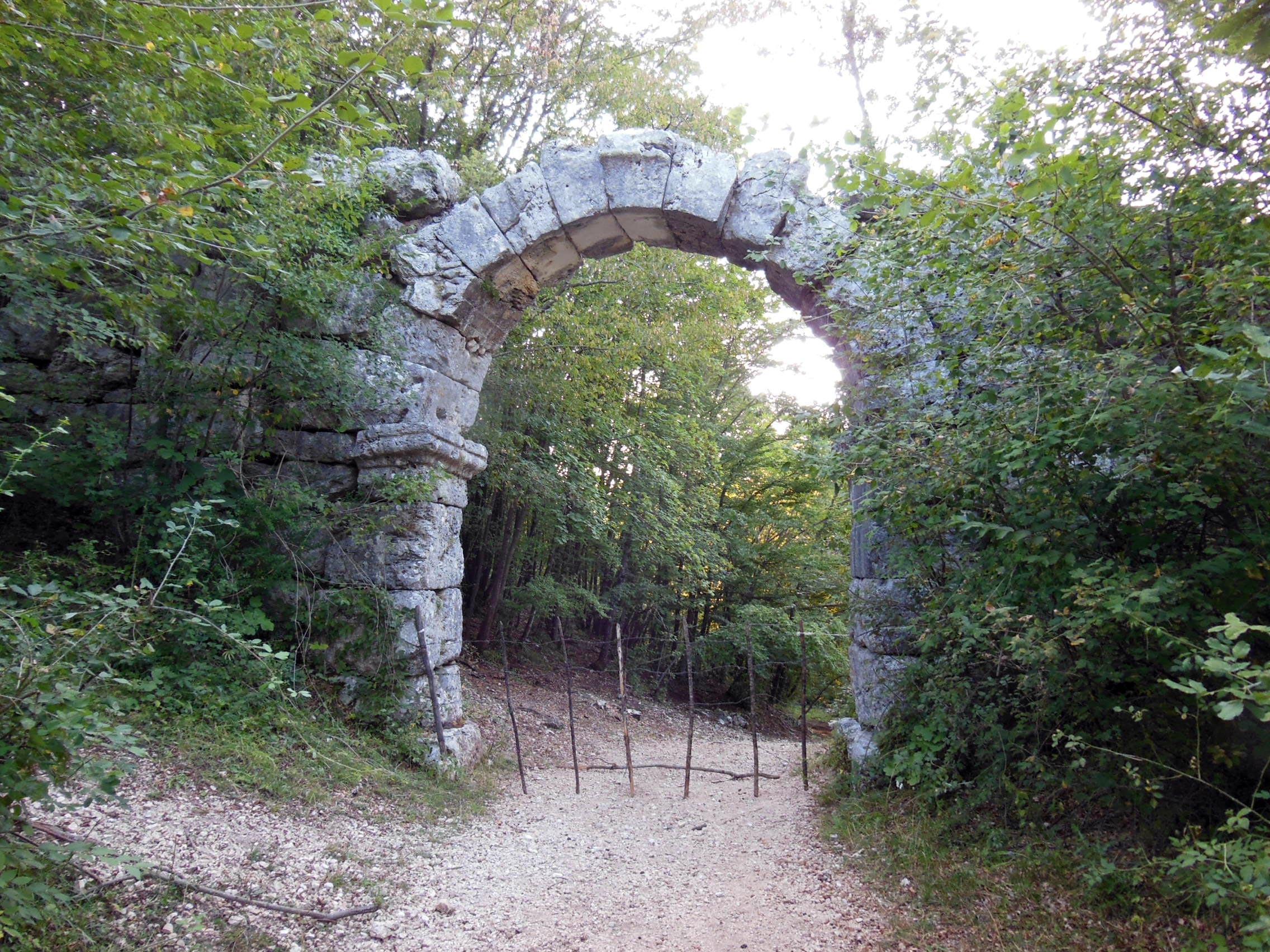
L'Arco di Trevi, segnava il confine con il territorio degli Ernici

Occupavano le estensioni superiori delle valli del fiume Anio (Aniene), affluente del Tevere, Tolenus (Turano), Himella (Imele) e Saltus (Salto), che scorrono verso nord e confluiscono nel fiume Nera, in pratica dal territorio che dal lago del Salto va verso i monti Simbruini. Molti oppida degli Equi furono distrutti da Tarquinio Prisco durante l'età regia di Roma (fine del VII-inizi del VI secolo a.C.). Il loro centro principale sarebbe stato conquistato una prima volta dai Romani verso il 484 a.C.  e di nuovo circa novanta anni più tardi , ma non furono sottomessi definitivamente che alla fine della Seconda guerra sannitica , quando sembra che avessero ricevuto una forma limitata di libertà .

### Insediamenti
Tutto ciò che sappiamo della loro successiva situazione politica è che, dopo la guerra sociale, le popolazioni erano riunite nella Res publica Aequiculanorum (il cui centro principale era Nersae, presso la contemporanea frazione di Nesce, nel comune di Pescorocchiano) che era un municipium di tipo ordinario  come Cliternia (probabilmente oggi Capradosso); altra città degli Equi era Tora, sita nei pressi dell'attuale abitato di Sant'Anatolia, e inoltre sono state individuate cinte di mura poligonali che attestano la presenza degli Equi a Ciciliano, Roviano, Cineto Romano, Bellegra, Canterano, Olevano Romano, Roiate e Trevi nel Lazio; nel comune di Riofreddo, in località Casal Civitella, è stata scoperta una necropoli risalente al periodo tra VI e V secolo a.C. Le colonie latine di Alba Fucens (303 a.C. - 304 a.C.) e Carsioli (304 a.C.) dovevano aver diffuso l'uso del Latino (o di una sua variante) per tutto il distretto. Il territorio era attraversato dall'itinerario verso il contemporaneo Abruzzo (via Tiburtina Valeria).

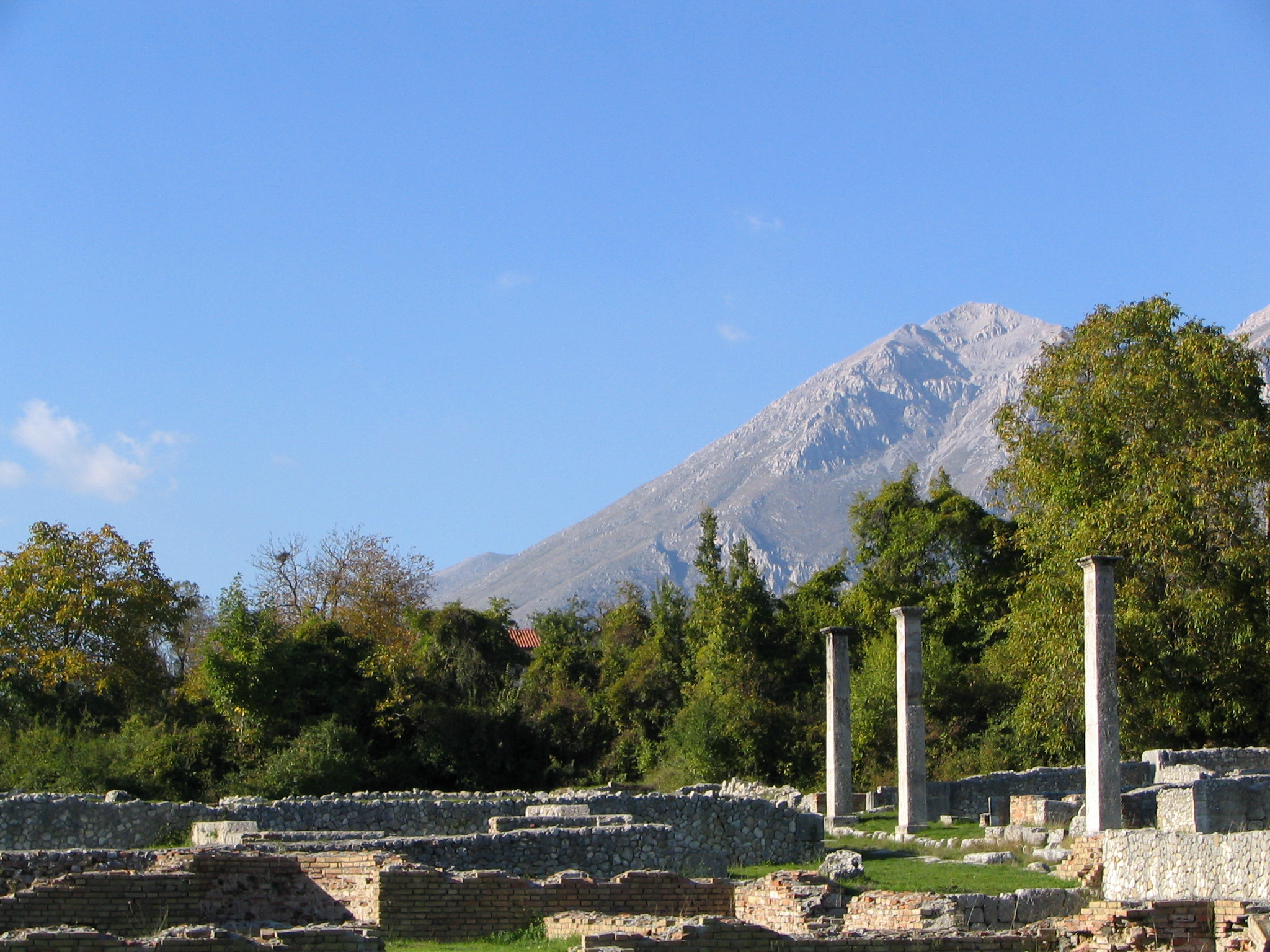
Il sito archeologico della colonia latina di Alba Fucens in territorio equo.

### Lingua
Della lingua parlata dagli Equi prima della conquista romana non abbiamo notizie, ma poiché le popolazioni confinanti dei Marsi, che vivevano subito ad est, e degli Ernici, loro vicini a sud-ovest, erano di sicura etnia osco-umbra, si può ipotizzare che anche gli Equi facessero parte dello stesso ceppo.
Alla loro lingua originaria doveva appartenere il nome stesso del popolo, ricordato come Aequi o Aequīculi. In particolare la forma più lunga del loro nome sembrerebbe collegata ad un locativo derivante dal termine aequum (con il significato di "pianura"), indicando quindi gli "abitanti della pianura": in epoca storica tuttavia furono stanziati in un territorio prevalentemente collinoso.
La presenza della "q" nel nome potrebbe derivare da una "q" indoeuropea: in questo caso si confermerebbe l'appartenenza al gruppo latino, che conserva infatti la "q" indoeuropea originaria, mentre questa diviene una "p" nei dialetti volsci, umbri e sanniti (il latino quis corrisponde all'umbro-volsco pis). La "q" del nome potrebbe tuttavia derivare anche da un originario termine indoeuropeo con "k" + "u" (come nel latino equus, corrispondente all'umbro-volsco ekvo). L'aggettivo derivativo Aequicus potrebbe indicare una parentela con i Volsci o i Sabini, ma il termine non sembra essere mai stato usato come un reale etnico.

## Storia

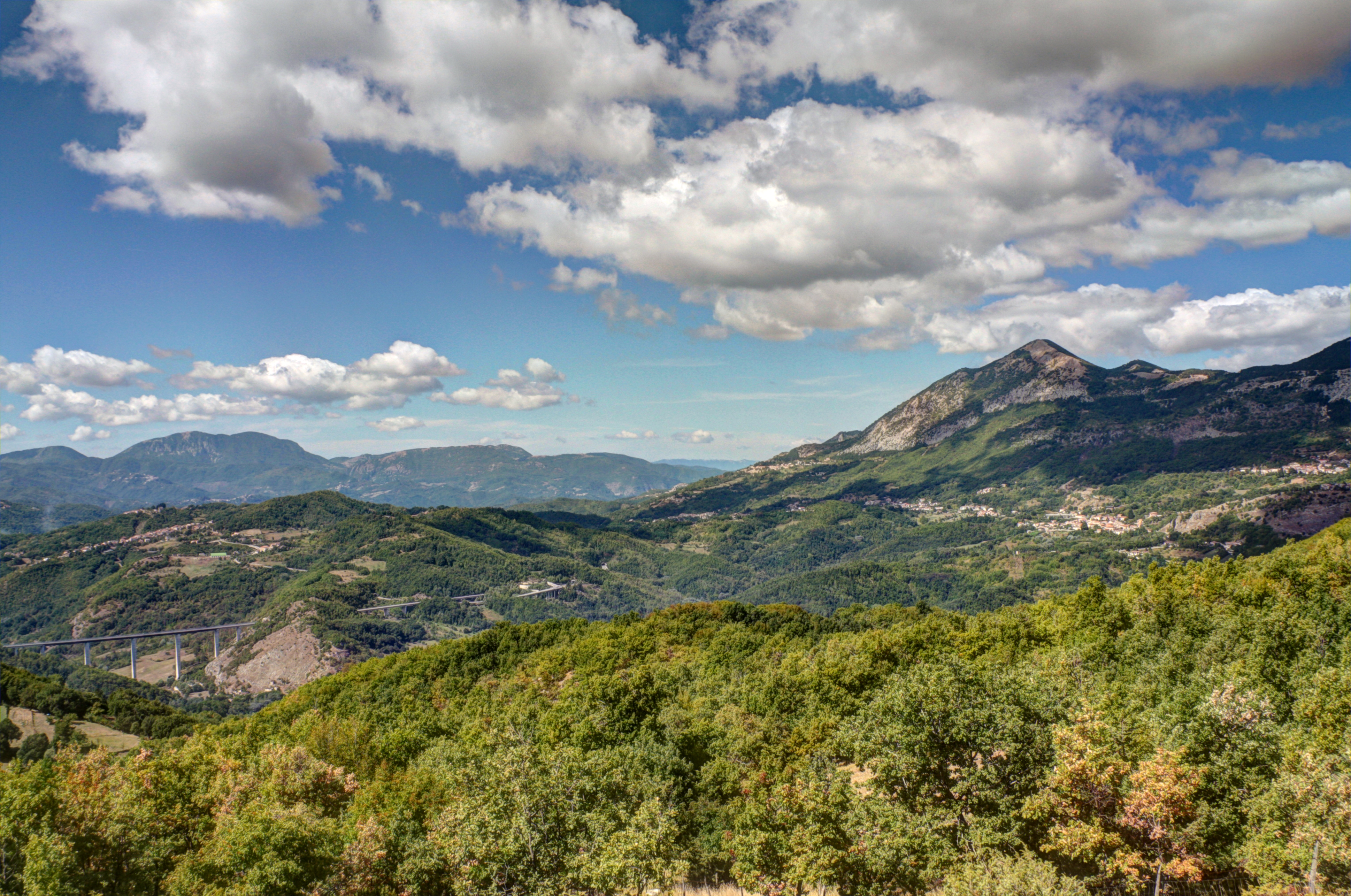
Panoramica del Cicolano

Nel 303 a.C., consoli Lucio Genucio Aventinense e Servio Cornelio Lentulo, i Romani fondarono nel territorio degli Equi la colonia di Alba Fucens, popolandola con 6.000 coloni.
Gli Equi, nel 302 a.C., non potendo tollerare la presenza di una cittadella fortificata latina nel proprio territorio, tentarono di espugnarla; la colonia però resistette senza che fosse necessario ricorrere ad aiuti da Roma .
(Tito Livio, Ab Urbe condita libri, X, 1.)
I Romani comunque nominarono Gaio Giunio Bubulco Bruto dittatore, per far fronte ad una sollevazione degli Equi, che furono sbaragliati al primo scontro.
Alla fine del periodo repubblicano gli Equi risultano organizzati in due municipia, il cui territorio comprendeva la parte superiore della valle del Salto, oggi conosciuta come Cicolano. Le mura poligonali che esistono in considerevole quantità nel distretto, rappresentano una notevole testimonianza della loro cultura.